# Amerikaanse auto in 1956
Dit artikel geeft een overzicht van alle Amerikaanse en Australische personenwagens uit 1956. De auto's staan alfabetisch gerangschikt per merk.

## Noord-Amerika
| Buick |                  | concern:               | General Motors Verenigde Staten |
| Buick | divisie:         |                        |                                 |
| Buick | merk:            | Buick Verenigde Staten |                                 |
| Buick | model:           | Series 40 /50/60/70    |                                 |
| Buick | einde productie: | 1957                   |                                 |
| Buick | productieaantal: | 974.660                |                                 |

| Chevrolet |                  | concern:                   | General Motors Verenigde Staten |
| Chevrolet | divisie:         |                            |                                 |
| Chevrolet | merk:            | Chevrolet Verenigde Staten |                                 |
| Chevrolet | model:           | Corvette C1                |                                 |
| Chevrolet | einde productie: | 1957                       |                                 |
| Chevrolet | productieaantal: | 9806                       |                                 |

| Chevrolet |                  | concern:                   | General Motors Verenigde Staten |
| Chevrolet | divisie:         |                            |                                 |
| Chevrolet | merk:            | Chevrolet Verenigde Staten |                                 |
| Chevrolet | model:           | Bel Air Nomad/150/210      |                                 |
| Chevrolet | einde productie: | 1957                       |                                 |
| Chevrolet | productieaantal: | 7880/?/?                   |                                 |

| Chrysler |                  | concern:                  | onafhankelijk |
| Chrysler | divisie:         |                           |               |
| Chrysler | merk:            | Chrysler Verenigde Staten |               |
| Chrysler | model:           | New Yorker                |               |
| Chrysler | einde productie: | 1956                      |               |
| Chrysler | productieaantal: | ?                         |               |

| Chrysler |                  | concern:                  | onafhankelijk |
| Chrysler | divisie:         |                           |               |
| Chrysler | merk:            | Chrysler Verenigde Staten |               |
| Chrysler | model:           | Norseman                  |               |
| Chrysler | einde productie: | 1956                      |               |
| Chrysler | productieaantal: | ?                         |               |

| Ford |                  | concern:              | onafhankelijk |
| Ford | divisie:         |                       |               |
| Ford | merk:            | Ford Verenigde Staten |               |
| Ford | model:           | Parklane              |               |
| Ford | einde productie: | 1956                  |               |
| Ford | productieaantal: | 15.186                |               |

| GMC |                  | concern:             | General Motors Verenigde Staten |
| GMC | divisie:         |                      |                                 |
| GMC | merk:            | GMC Verenigde Staten |                                 |
| GMC | model:           | Firebird II          |                                 |
| GMC | einde productie: | 1956                 |                                 |
| GMC | productieaantal: | ?                    |                                 |

| Lincoln |                  | concern:                 | Ford Motor Company Verenigde Staten |
| Lincoln | divisie:         |                          |                                     |
| Lincoln | merk:            | Lincoln Verenigde Staten |                                     |
| Lincoln | model:           | Continental Mark II      |                                     |
| Lincoln | einde productie: | 1957                     |                                     |
| Lincoln | productieaantal: | 3000                     |                                     |

| Studebaker |                  | concern:                    | onafhankelijk |
| Studebaker | divisie:         |                             |               |
| Studebaker | merk:            | Studebaker Verenigde Staten |               |
| Studebaker | model:           | Hawk Sky                    |               |
| Studebaker | einde productie: | 1962                        |               |
| Studebaker | productieaantal: | 3050                        |               |

## Australië
| Holden |                  | concern:                                                                      | General Motors Verenigde Staten |
| Holden | divisie:         |                                                                               |                                 |
| Holden | merk:            | Holden Australië                                                              |                                 |
| Holden | model:           | Standard Sedan / Business Sedan / Special Sedan (2e generatie; FE / FC-serie) |                                 |
| Holden | einde productie: | 1960                                                                          |                                 |
| Holden | productieaantal: | 346.885 (inclusief de stationwagen en bestelwagen die in 1957 verschenen)     |                                 |